# Єва Їнек
Єва Їнек (Талса, 13 липня 1978 року) — американсько-нідерландська журналістка, ведуча та феміністка.

## Біографія
Єва Інек народилась в Талсі, штат Оклахома. У 2 роки переїхала з родиною до Вашингтона. Дівчинка ходила до ортодоксального єврейського дошкільного закладу. Батьки вирішили переїхати до Нідерландів, коли Єві виповнилося одинадцять. Окрім нідерландського паспорта, у Єви Їнек також є американський. У 1997 році вивчала американську історію в Лейденському університеті.

## Кар'єра
У 2004 році Єва закінчила навчання і почала працювати в іноземній редакціїу новинному відділі. Журналістка поширювала інформацію про Сполучені Штати Америки. У 2008 році вона вперше з'явилася на екрані як ведуча. 
Паралельно з роботою в редакції писала оповідання. Її перша збірка стала відповіддю на книгу журналіста-публіциста Йоріса Люєндійка. 
Разом з Філіпом Фреріксом Їнек звітувала про вибори президента США з Вашингтона в ніч з 4 на 5 листопада 2008 року. 20 січня 2009 року вона також була головною ведучою інавгурації Барака Обами як 44-го президента Сполучених Штатів. 4 червня 2010 року Єва Їнек дебютувала на радіо. З березня 2011 року до початку 2014 року вона була постійною ведучою програми «По понеділках увечері». 29 квітня 2011 року Їнек і Тім Овердік повідомили з Лондона про весілля принца Вільяма і Кейт Міддлтон.

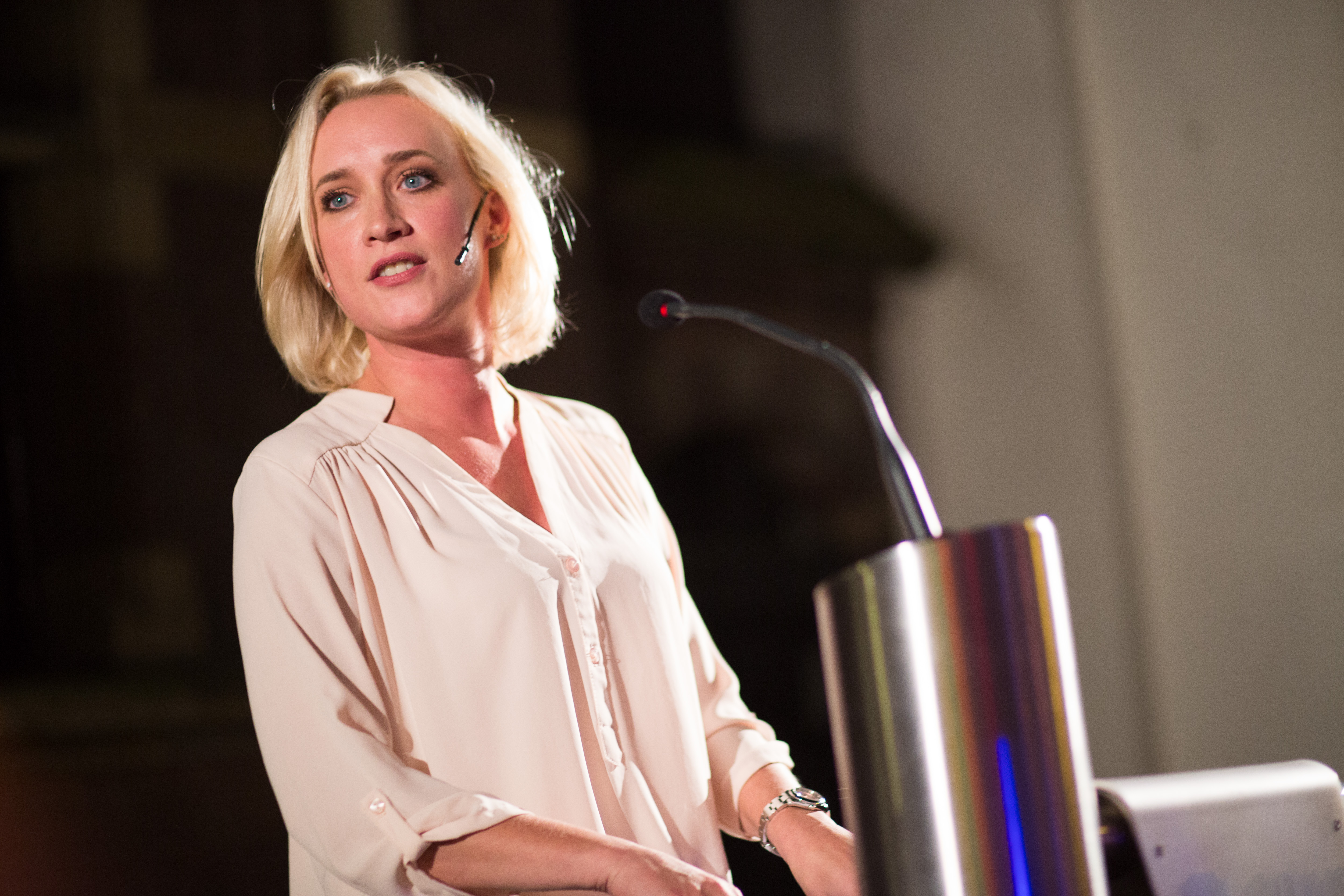
Єва Їнек у 2016 році

Вона поперемінно зі Свеном Кокельманном вела телепрограму «Один на один», у якій вони брали велике інтерв'ю. У 2016 році вона подорожувала країною для шестисерійного документального серіалу про подорожі Сполучені Штати Єви. Програма Їнек, яка тепер уже не є щотижневою недільною вечірньою програмою, а транслюється ввечері в робочі дні, отримала високі показники переглядів на початку 2017 року. 20 вересня 2019 року вона оголосила, що після 15 років публічного мовлення вона переходить на телебачення у січні 2020 року, щоб по черзі вести нічне ток-шоу з Бо ван Ервеном Доренсом. Вона підписала ексклюзивний контракт на чотири роки. Ток-шоу, яке вона веде відтоді, називається Їнек. У березні 2022 року Їнек разом із Йероном Пау взяла участь у ток-шоу в одноразовій телевізійній програмі для збору коштів для жертв війни в Україні «Разом в дії» .

### AVROTROS
У липні 2023 року Їнек оголосила, що підписала чотирирічний контракт з AVROTROS, де почне працювати на початку 2024 року та розроблятиме власні програми в AVROTROS.

## Нагороди
- 2009 номінація на премію Upcoming Talent Award.
- 2017: Срібна телевізійна зірка за найкращого ведучого.
- 2018: Премія Соні Баренд
- 2018: Топ — 100 найвпливовіших жінок Нідерландів у категорії ЗМІ.[9]
- 2018: Номінація Зірковий ведучий.
- 2023: Премія Соні Баренд за інтерв'ю з Каміллою ван Гестель

## Приватне життя
Єва Їнек мала стосунки з адвокатом Бремом Мошковічем з 2010 по 2012 рік та з біологом Фріком Вонк з 2013 по 2015 рік. Вона — мати двох дітей.